# ليو فيلوسو
ليو فيلوسو (بالبرتغالية: Léo Veloso‏) هو لاعب كرة قدم برازيلي في مركز ظهير ‏، ولد في 29 مايو 1987 في Pedro Leopoldo ‏ في البرازيل. لعب مع تشورنومورتس أوديسا وسي إف آر كلوج وفيلم 2 تيلبورغ ونادي غوياس.

## وصلات خارجية
- ليو فيلوسو على موقع الاتحاد الأوربي (الإنجليزية)
- ليو فيلوسو على موقع اتحاد أوكرانيا (الإنجليزية)
- ليو فيلوسو على موقع قاعدة بيانات كرة القدم.إي يو (الإنجليزية)
- ليو فيلوسو على موقع Soccerway.com (الإنجليزية)
- ليو فيلوسو على موقع عالم كرة القدم.نت (الإنجليزية)